# Kupljenovo
Kupljenovo is een plaats in de gemeente Zaprešić in de Kroatische provincie Zagreb. De plaats telt 705 inwoners (2001).